# Hyesan
Hyesan (en coreà 혜산시): és una ciutat situada en el nord de Corea del Nord i és la capital de la província de Ryanggang. Hyesan és un centre de transport fluvial, així com un centre de distribució de productes. També és el centre administratiu de la província de Ryanggang. En l'any 2008, la població de la ciutat era de 192.680 habitants. Al costat de la ciutat es localitza una mina de coure de la qual s'extreu el 80% de la producció del país.